# Пожизненное лишение свободы
Пожи́зненное лише́ние свобо́ды (пожи́зненное заключе́ние) — вид уголовного наказания, заключающийся в лишении свободы на срок от момента вступления приговора суда в законную силу и до конца жизни заключённого. По состоянию на 2017 год в мире около 380 000 человек отбывали пожизненное лишение свободы либо отбывали сроки заключения заведомо длиннее продолжительности жизни. В странах со смертной казнью может быть использовано как её альтернатива.

## Концепция
В некоторых странах, где нет смертной казни, пожизненное лишение свободы используется вместо неё как её эквивалент и обычно применяется по тем же самым статьям, по которым ранее предусматривалась смертная казнь. В других странах, где смертная казнь существует, пожизненное лишение свободы нередко является её альтернативой и может быть назначено обвиняемому по «смертным» статьям уголовного законодательства по решению суда либо приговорённый к смертной казни может быть помилован высшим должностным лицом государства или штата (президентом, монархом, губернатором и т. д.).
Во многих случаях приговор к пожизненному лишению свободы не означает, что осуждённый действительно проведёт всю оставшуюся жизнь в местах лишения свободы. Законодательство страны может предусматривать максимальный допустимый срок отбывания наказания или возможность досрочного освобождения при определённых условиях и после отбытия определённого срока наказания.

### Обзор

Применение пожизненного лишения свободы в мире:
■ — не применяется
■ — применяется
■ — применяется с ограничениями
■ — неизвестно

## Пожизненное лишение свободы в различных странах

### Австралия
Верховные государственные суды могут приговорить преступников к пожизненному лишению свободы за серьёзные преступления. Освобождение возможно обычно после 10 лет отбывания наказания. В случае осуждения за убийство полицейского — после 20 лет отбывания наказания. В Новом Южном Уэльсе пожизненное лишение свободы сроком на всю жизнь заключённого без снисхождения разрешено губернатором.
Сейчас в Австралии пожизненное лишение свободы без права на освобождение отбывают 47 заключённых.

### Австрия
Пожизненное лишение свободы теоретически означает лишение свободы до смерти заключённого. После 15 лет лишения свободы возможно досрочное освобождение, если предполагается, что заключённый не совершит новых преступлений. Этот вопрос отводится на усмотрение суда присяжных, возможна апелляция в верховный суд. Президент республики может помиловать по предложению министра юстиции. Преступники моложе 21 года могут быть приговорены максимально к 20 годам лишения свободы.

### Азербайджан
Пожизненное лишение свободы было введено в Азербайджане законом об отмене смертной казни от 10 февраля 1998 г. К этому моменту в «коридоре смертников» в результате неформального моратория на исполнение смертных приговоров накопилось 128 смертников.
В настоящее время в стране около 270 пожизненников, которые содержатся в камерах по 1, 2 и 3 человека, из расчёта не менее 4 м² на каждого. Они имеют ежедневную часовую прогулку, банные дни. В год пожизненникам полагается 6 кратковременных (до 4 часов) и 2 длительных (до 3 дней) свиданий и 8 передач или посылок, еженедельные телефонные разговоры длительностью до 15 минут. При хорошем поведении через 10 лет пожизненников могут перевести на улучшенные условия содержания, что означает дополнительно 2 кратковременных и 1 длительное свидание, 4 телефонных звонка. В месяц пожизненники могут закупать в тюремном ларьке на 20 манатов продуктов и товаров первой необходимости, а при улучшенных условиях сумма увеличивается до 40 манатов. В камерах разрешают держать радиоприёмники и телевизор.
Пересмотр пожизненного приговора судом возможен лишь после отбытия 25 лет приговора при хорошем поведении и несовершении в тюрьме уголовных преступлений за этот период. Суд может освободить пожизненника, оставить в силе пожизненный приговор или заменить его определённым сроком (до 15 лет дополнительно). Кроме того, пожизненника может помиловать президент — как правило, после отбытия 10 лет приговора (известны и более ранние помилования). При этом заключённого могут освободить или заменить его приговор сроком до 25 лет.
Пожизненники содержатся в 4,5 и 6 корпусах Гобустанской тюрьмы.

### Албания
Пожизненное лишение свободы введено в УК Албании в 2000 году, после отмены смертной казни. Применимо оно для лиц от 18 лет. Спустя 25 лет после начала отбытия срока заключённый может получить досрочное освобождение. Для малолетних преступников и пенсионеров максимально допустимое наказание — 20 лет лишения свободы, для женщин — 30 лет лишения свободы.

### Аргентина
Аргентина — одна из немногих стран в Южной Америке, где пожизненное лишение свободы — законная мера наказания. К нему приговариваются государственные изменники, убийцы родственников, полицейских, и если убийство отягощено разбоем или изнасилованием. Также оно применяется к лицам, совершившим неоднократные изнасилования.
В отношении осуждённого может быть вынесен приговор одного из двух видов: если приговор prisión perpetua (то есть пожизненная тюрьма), то осуждённый должен отсидеть от 13 до 25 лет прежде, чем сможет подать прошение о помиловании; если приговор reclusión perpetua (то есть пожизненное лишение свободы), то осуждённый не подлежит освобождению до самой смерти.

### Армения
Пожизненное заключение было введено в УК Республики Армения в 2003 году, после окончательной отмены смертной казни в стране. К данному наказанию приговариваются лишь лица мужского пола, достигшие 18 лет. Об освобождении по законодательству осуждённый может просить, отбыв не менее 20 лет в заключении (террористы и рецидивисты не менее 30 лет). Максимальный срок для несовершеннолетних в Армении — 15 лет лишения свободы. К пожизненному лишению свободы не могут быть приговорены женщины и лица, чистосердечно признавшиеся в совершении преступления.
По данным на ноябрь 2012 года, в Армении отбывали пожизненное заключение 104 человека.

### Беларусь
Мера наказания введена в УК РБ в 1995 году. Первый пожизненный приговор вынесен в декабре 1997 года. Освобождение возможно после 25 лет лишения свободы. Сначала заключённый должен отбыть 10 лет в заключении без взысканий со стороны администрации для того, чтобы специальная комиссия (по желанию осуждённого) рассмотрела прошение о переводе его с особого на строгий режим содержания. Отбыв на строгом режиме ещё 10-летний срок без взысканий, осуждённый получает возможность просить о замене неотбытой части наказания лишением свободы на срок до 5 лет, которое также будет рассматриваться специальной комиссией.
Таким образом, согласно закону нынешние заключённые не могут освободиться раньше 2022 года. Для женщин и мужчин старше 65 лет, а также инвалидов I и II группы максимальное наказание составляет 25 лет лишения свободы. Для лиц с 14 до 16 и с 16 до 18 лет максимальная мера наказания составляет 13 и 15 лет лишения свободы соответственно (с 2008 года).
По данным на февраль 2019 года, пожизненное заключение в стране отбывали 160 человек. В Республике Беларусь осуждённые к пожизненному заключению отбывают наказание в двух исправительных учреждениях — «Тюрьма № 8» города Жодино (Минская область) и «ИК № 13» города Глубокое (Витебская область).

### Бельгия
Пожизненное лишение свободы теоретически означает лишение свободы до смерти заключённого. Однако заключённый становится годным к досрочному освобождению после 10-летнего лишения свободы, если он осуждён за своё первое преступление, и после 20-летнего лишения свободы, если он рецидивист. Освобождение может быть дано органами правосудия, и решение суда может быть апеллировано. Но освобождение может быть отложено, даже если заключённый годен для него или даже если наступил конец срока его лишения свободы, если суд добавит период безопасности «по решению правительства». Период не может быть дольше максимума, установленного верховным судом. Для подростков с 12 до 16 лет максимальный срок заключения — 20 лет, для женщин и подростков с 16 до 17 — максимальный срок лишения свободы 30 лет. По данным на июнь 2017 года, в Бельгии отбывали пожизненное заключение около 700 человек.

### Болгария
Осуждённый к пожизненному заключению может просить об освобождении после 20 лет лишения свободы. Пожизненное заключение применимо и к женщинам. Максимальное наказание для несовершеннолетних — 12 лет лишения свободы.

### Великобритания
В Великобритании существует 2 вида пожизненного заключения: с правом и без права на помилование. В случае назначения пожизненного заключения с правом на освобождение или помилование (англ. tariff life sentence) осуждённый может быть помилован через 6 — 15 лет с момента начала срока либо же просить об освобождении через тот же промежуток времени, а в случае отказа он может повторять свои попытки раз в 2 года неограниченное число раз. В случае же назначения пожизненного заключения без права на досрочное освобождение (англ. indeterminate life sentence) это фактически значит, что осуждённый проведёт остаток жизни в тюрьме, однако данный вид наказания на деле применяется лишь в крайних случаях.
Лица, не достигшие 21 года, могут быть приговорены к пожизненному заключению лишь с правом на освобождение.
Женщины также могут быть приговорены к пожизненному заключению как с правом, так и без права на помилование.
Максимальный срок для несовершеннолетних с 2012 года составляет от 17 до 20 (в особых случаях) лет лишения свободы. Несовершеннолетние не могут быть осуждены как взрослые.
Правом помилования в Великобритании обладают лишь Премьер-министр и Монарх.
По данным на ноябрь 2016 года, Великобритания занимает 2-е место в мире после США по количеству осуждённых пожизненно, число которых составляет 8597 человек. Из них лишь 70 человек приговорены к пожизненному заключению без права на помилование (англ. indeterminate life sentence), среди них — 22 женщины.

### Венгрия
Пожизненное лишение свободы (életfogytiglan) может быть назначено только для лиц 18 лет и старше. Суд определяет период лишения свободы от 20 до 40 лет, после которого возможно подать прошение о досрочном освобождении. Подсудимый может быть также приговорён к настоящему пожизненному лишению свободы (tényleges életfogytiglan), которое исключает возможность освобождения. Однако президент Венгрии обладает властью в любое время прекратить лишение свободы, даровав помилование.

### Вьетнам
В принципе пожизненное лишение свободы означает, что заключённый проведёт остаток своей жизни в тюрьме. Однако после 25 лет лишения свободы может быть дана амнистия. Для лиц моложе 18 лет максимальный срок заключения составляет 18 лет лишения свободы.

### Германия
Минимальный срок, который необходимо отбыть осуждённому пожизненно (Lebenslange Freiheitsstrafe) до возможности освобождения, составляет 15 лет.
Германский конституционный суд нашёл, что пожизненное лишение свободы без явной возможности освобождения прямо противоречит принципу человеческого достоинства — основополагающему понятию действительной немецкой конституции. Это не значит, что любой осуждённый может быть освобождён, но у любого заключённого должен быть реальный шанс получить окончательное освобождение при условии, что он более не рассматривается как опасный. Проявления раскаяния или просьбы о пощаде не должны рассматриваться как условие для освобождения.
В делах, где осуждённого находят представляющим ясную и настоящую опасность для общества, наказание может включать в себя постановление о превентивном аресте (Sicherungsverwahrung). Оно рассматривается не как наказание, но как защита общества. Элементы тюремной дисциплины, не относящиеся прямо к безопасности, смягчаются для лиц, содержащихся под превентивным арестом. Превентивный арест продлевается каждые 2 года, пока не будет признано, что совершение осуждённым новых преступлений маловероятно. Превентивный арест может продолжаться более 10 лет и используется только в исключительных случаях. С 2006 года суды могут назначать отбывание превентивного ареста после отбытия основной меры наказания, если опасность, которую представляет собой преступник после освобождения, становится ясной только во время его лишения свободы. Существует значительная оппозиция к применению этого правила в отношении к делу террористов фракции Красной Армии.
Для лиц моложе 18 лет (или моложе 21 года, если лицо рассматривается как не достигшее взрослой зрелости) пожизненное лишение свободы неприменимо, и максимальная мера наказания составляет 15 лет лишения свободы. Максимальное наказание для юных преступников — лишение свободы не более чем на 10 лет.

### Греция
Пожизненный срок в Греции длится 25 лет, пригодность к досрочному освобождению наступает после 16 лет лишения свободы. Если преступнику назначили несколько пожизненных сроков, то срок пригодности к освобождению составляет 20 лет. Таким образом отбываются наказания за преступления, не включающие убийства. Но любые дополнительные меры наказания за убийства отбываются последовательно, с установлением максимального срока в 25 лет и пригодности к освобождению после отбытия 3/5 данного срока. Максимальный срок для несовершеннолетних составляет 20 лет лишения свободы.

### Грузия
Мера наказания введена в УК Грузии в 1999 году, после отмены смертной казни в стране. К пожизненному заключению в Грузии не могут быть приговорены несовершеннолетние, а также лица, достигшие ко дню вынесения приговора 60-летнего возраста. Максимальный срок для несовершеннолетних, предусмотренный уголовным законодательством Грузии, — 12 лет лишения свободы. Малолетние никогда не могут быть осуждены как взрослые.
Пожизненное заключение применимо и к женщинам. Пожизненное заключение в Грузии применяется за 18 статей УК, а именно, в том числе, предумышленное убийство, торговля людьми, терроризм и торговля наркотиками в особо крупных размерах. По законодательству возможны два варианта освобождения заключённого. Лицо, осуждённое к пожизненному заключению, имеет право подать прошение об освобождении после 25 лет лишения свободы.
Кроме того, в 2010 году были внесены поправки в уголовный кодекс страны, по которому после 20 лет заключения приговор осуждённому может быть смягчён по решению местного суда и заменён пятью годами обязательных исправительных работ с освобождением из мест лишения свободы, но ограничением свободы на тот же срок по месту жительства. Кроме того, президент Грузии обладает правом помиловать заключённого либо заменить ему пожизненное заключение на срок не менее 15 лет лишения свободы
Пожизненно лишённые свободы размещены в трёх учреждениях, а именно, в исправительном учреждении № 6, в тюрьме № 7, а также в женском исправительном учреждении № 5. Всего, по данным на 2014 год, пожизненное заключение в Грузии отбывали 83 человека, в том числе 4 женщины.

### Дания
Пожизненное лишение свободы (Livsvarigt fængsel) теоретически означает лишение свободы до смерти заключённого, без освобождения. Однако заключённые после отбытия 12 лет могут быть внесены в список слушания о помиловании и по предложению министра юстиции, датского короля или королевы могут получить помилование, с 5-летним испытательным периодом. Осуждённые, которых приговорили к пожизненному лишению свободы, в среднем отбывают 16 лет или больший срок, если их вина рассматривается как более серьёзная. Единственный пример лишения свободы свыше 16 лет в настоящее время — это дело Пала Сёренсена, который провёл в тюрьме 32 года за убийство четырёх полицейских. Преступники, считающиеся опасными, могут быть приговорены к аресту на неопределённый срок и такие преступники содержатся в тюрьме, пока не перестанут считаться опасными. (Обычно такая мера используется для психически больных преступников.) В среднем проходит 9 лет до их освобождения, пробный период после освобождения длится 5 лет. Однако к заключённым, подходящим для пожизненного лишения свободы, арест на неопределённый срок обычно не применяется, и это рассматривается как лишение свободы на срок меньший, чем жизнь.
Лица моложе 18 лет могут быть приговорены только к лишению свободы на срок не более 16 лет (с 2012 года) или к аресту на неопределённый срок.

### Зимбабве
В Зимбабве применяется смертная казнь через повешение, однако из-за несовершенства судебной системы процесс между вынесением и приведением в исполнение смертного приговора может тянуться годы. В случае, если преступник ожидает своей казни более 10 — 15 лет, смертный приговор может быть смягчён и заменён пожизненным заключением, после этого, через 20 лет 6 месяцев и 1 день с момента смягчения приговора осуждённому к пожизненному заключению может быть дана амнистия или даровано президентское помилование. Подростки никогда не могут быть осуждены как взрослые. По данным на май 2016 года, в Зимбабве отбывали пожизненное заключение около 100 человек, в том числе 2 женщины.

### Израиль
Пожизненное лишение свободы (ивр. מאסר עולם‎) в Израиле может быть с ограниченным и не ограниченным сроком.
В случаях, когда Уголовный кодекс Израиля определяет пожизненное лишение свободы в качестве единственного и обязательного наказания (например, за умышленное убийство), приговор не предусматривает ограничения срока лишения свободы. Однако Президент Израиля имеет право впоследствии ограничить срок заключения по рекомендации комиссии по досрочному освобождению. Как правило, срок ограничивается до 20-30 лет. В дальнейшем этот срок может быть ещё более сокращён, если осуждённый показывает хорошее поведение в тюрьме, но не ранее, чем по отбытии двух третей наказания.
При осуждении к пожизненному заключению за преступления, для которых этот вид наказания не является обязательным, срок заключения в соответствии с параграфом 41 Уголовного кодекса изначально ограничивается 20 годами.
В случае убийства нескольких человек осуждённый, как правило, приговаривается к нескольким пожизненным заключениям, равным числу убитых.
Текущая редакция Закона об условном освобождении определяет, что комиссия по освобождению не должна рекомендовать ограничивать пожизненное заключение менее, чем 30 годами, и давать рекомендации ранее, чем через семь лет с момента начала отбытия наказания, а для лиц, осуждённых к двум и более пожизненным срокам, — не ранее, чем через 15 лет. Закон также определяет, что комиссия по досрочному освобождению не может рекомендовать ограничения срока заключения для лиц, совершивших убийство какого-либо государственного деятеля по политическим мотивам.

### Индия
Пожизненное лишение свободы (umar quaid) в основном понимается как срок лишения свободы продолжительностью в 14—100 лет. Длина срока зависит от жестокости, бессердечности и от рецидива преступлений. Однако в недавнем постановлении Верховного суда Индии в деле Джахида Хусейна в штате Западная Бенгалия, который отбыл период в 21 год в тюрьме, пожизненное лишение свободы трактуется как лишение свободы до конца биологической жизни осуждённого. Из этого постановления исключены решения правительства о сокращении пожизненного срока заключённому, принимая во внимание его хорошее поведение и гарантию, что он никогда не совершит нового преступления, в особенности такого, которое может повлечь физический или моральный вред другим людям или безвредным животным после своего освобождения.

### Индонезия
Пожизненное лишение свободы длится, по крайней мере, 5 лет, хотя обычно его пределы составляют от 10 до 20 лет.

### Ирландия
Пожизненное лишение свободы в Ирландии длится всю жизнь, хотя обычно оно не заканчивается смертью заключённого в тюрьме.
При решении об освобождении из тюрьмы осуждённого пожизненно, министр, как правило, рассматривает совет и рекомендации департамента освобождения Ирландии. В настоящее время департамент обычно рассматривает дела осуждённых к пожизненному лишению свободы, отбывших 7-летний срок лишения свободы. Дела заключённых, отбывающих длительные сроки (включая пожизненный срок), обычно рассматриваются через несколько лет, прежде чем департамент рекомендует какие бы то ни было дополнительные уступки. Принятие конечного решения об освобождении лежит только на министре. Длительность лишения свободы для преступников может существенно различаться. Для тех преступников, которые освободились, срок тюремного лишения свободы в среднем составлял приблизительно 12 лет. Однако только в среднем, так как в тюрьмах Ирландии есть и те осуждённые пожизненно, кто уже отбыл 30-летний срок.
Доказанная вина за убийство в Ирландии буквально автоматически наказывается пожизненным лишением свободы.

### Испания
В 2015 был принят новый уголовный кодекс, предусматривающий применение пожизненного лишения свободы за серьёзные преступления, такие, как убийство, террористический акт, геноцид. До этого максимальный срок лишения свободы составлял 30 лет. Преступник может быть осуждён за многочисленные преступления, сумма сроков по всем приговорам может превысить данный срок, однако сроки по каждому приговору отбываются одновременно (например, в 2008 году к 3828 годам тюрьмы была приговорена террористка Инес дель Рио Прада, она должна была отбыть 30 лет, однако вышла условно-досрочно в 2013 году в соответствии с решением Европейского суда по правам человека). Таким образом, максимальное время, проводимое в местах отбывания наказания, равно тридцатилетнему максимуму. Теперь осуждённые к пожизненному заключению должны провести в заключении от 25 до 35 лет, чтобы получить возможность освободиться досрочно.

### Италия
Длительность пожизненного лишения свободы (ergastolo) не определена. После 10 лет лишения свободы (8 лет — в случае хорошего поведения) осуждённому может быть предоставлено разрешение работать вне тюрьмы в течение дня или провести 45 дней в году дома. После 26 лет лишения свободы (21 год — в случае хорошего поведения) осуждённый может быть освобождён. Принятие решения на работу вне тюрьмы или об освобождении вообще (libertà condizionata) должно быть одобрено специальным судом (Tribunale di Sorveglianza), который определяет, годен ли для этого заключённый или нет. Заключённые, осуждённые за любую деятельность в мафии или за терроризм, не соблюдающие законы исправительных учреждений, не могут быть освобождены.
Всё же при любых обстоятельствах принятие решения об освобождении нелегко. Если заключённый осуждён более чем на один пожизненный срок, то он проводит от 6 месяцев до трёх лет в одиночном заключении. В 1994-м Конституционный суд постановил, что применение меры наказания в виде пожизненного лишения свободы для подсудимых моложе 18 лет — жестоко и чрезмерно.

### Казахстан
Мера наказания была введена в УК Республики Казахстан в 2004 году как альтернатива смертной казни, на которую в 2003 году был введён мораторий. К пожизненному заключению в Казахстане не могут быть приговорены несовершеннолетние, женщины и мужчины, достигшие ко дню вынесения приговора 60 лет. Максимальное наказание для несовершеннолетних — 12 лет лишения свободы, пенсионеров и женщин — 20 лет лишения свободы.
Осуждённый к пожизненному лишению свободы не подпадает под амнистии и должен отбыть 25-летний срок лишения свободы до получения возможности просить об условно-досрочном освобождении. Первый осуждённый к пожизненному лишению свободы получит возможность выйти по условно-досрочному освобождению (УДО) в Казахстане в 2025 году.
Пожизненное лишение свободы назначается за особо тяжкие преступления. Всего таких категорий — 17, в числе которых — государственная измена, ведение агрессивной войны, терроризм, убийство, совершённое с особой жестокостью или при отягчающих обстоятельствах, убийство двух и более лиц, геноцид, военные преступления. С 2015 года — также за изнасилование и насильственные действия сексуального характера в отношении заведомо малолетних.
Осуждённые к пожизненному сроку содержатся в колониях:
- Учреждение № 39. Казахстан, Костанайская область, г. Житикара
- Учреждение № 41. Аркалыкская закрытая тюрьма. Казахстан, Костанайская область, г. Аркалык

### Камбоджа
Осуждённый на пожизненное заключение в Камбодже не имеет права на досрочное освобождение и фактически будет находиться в тюрьме до своей смерти. Пожизненное заключение является высшей мерой наказания в Камбодже и применяется оно за терроризм, убийство с отягчающими обстоятельствами, геноцид, военные преступления и торговлю наркотиками в особо крупных размерах. Пожизненное заключение применимо как к женщинам, так и детям. В теории единственная возможность освобождения для пожизненно осуждённого в Камбодже — это получение королевского помилования. К примеру, к пожизненному заключению в Камбодже был приговорён ряд руководителей Красных кхмеров.

### Канада
Пожизненное лишение свободы в Канаде значит, что преступник будет под государственным надзором в тюрьме или в общине до конца своей жизни. Самое длительное наказание, присуждаемое в Канаде — пожизненное лишение свободы без пригодности к освобождению в течение 25 лет. Для примера, за убийство первой степени назначается вышеупомянутое наказание. За убийство второй степени — наказание в виде пожизненного лишения свободы без пригодности к освобождению в течение 10 — 25 лет. Нет гарантии, что преступник получит освобождение. Если Национальный совет по освобождению определит, что преступник всё ещё представляет опасность для общества, то он может остаться под стражей в тюрьме и после наступления периода пригодности к освобождению.
В настоящее время так называемая статья слабой надежды (Faint-Hope Clause) в уголовном кодексе определяет срок пригодности к освобождению для отбывающих пожизненное лишение свободы в 15 лет, а максимальный срок пригодности — в 25 лет. Однако консервативное правительство, избранное в октябре 2008 года, обещает отменить данную статью. Сверх того, суды могут применять назначение для опасных правонарушителей, что означает лишение свободы на неопределённый срок, без минимума и максимума срока пригодности к освобождению. Тем не менее, рассмотрения возможности досрочного освобождения проводятся каждые семь лет. Текущая генеральная линия по применению лишения свободы, включая ежегодную статистику, гарантирует редкое использование (исключая случаи убийства) наказаний в виде пожизненного лишения свободы и назначение для опасных правонарушителей, даже когда доказана вина преступника в совершении особо тяжких преступлений.
Сейчас в Канаде к пожизненному лишению свободы приговариваются за совершения убийств 1-й и 2-й степени, за тяжкую государственную измену, за некоторые виды государственной измены, пиратства, мятежа, угона самолёта, подвергающего опасности аэропорт и сам самолёт, судно или платформу, за ложные указания, создающие опасность для судовой навигации и за угрозы смертью или ранением. Однако как таковое пожизненное лишение свободы редко назначается по всем этим преступлениям, в основном — только за убийство и за тяжкую государственную измену.

### Республика Кипр
Заключённый должен отбыть 20-летний срок до получения возможности освобождения.

### Кирибати
Заключённый должен отбыть по меньшей мере 10-летний срок до получения возможности освобождения.

### Китай
Пожизненное лишение свободы теоретически длится до смерти заключённого. Освобождение возможно после 10 (для женщин и осуждённых до 18 лет) и 13 (для мужчин) лет лишения свободы. Однако у убийц и рецидивистов нет возможности освобождения, хотя даже в этих случаях возможно смягчение наказания. Пожизненное заключение в Китае применяется без ограничений, и может назначаться как женщинам, так и несовершеннолетним преступникам, достигшим возраста 16 лет. Для детей и подростков с 14 до 16 лет максимальная мера наказания (с 1997 года) — 10 лет лишения свободы. Правом помилования обладают только Всекитайское собрание народных представителей и Председатель КНР.

### Южная Корея
Пожизненное лишение свободы теоретически длится до конца жизни заключённого. Освобождение возможно после 10 лет лишения свободы для осуждённых до 21 года и женщин, и 20 лет — во всех остальных случаях.

### КНДР
В КНДР приговорённому к пожизненному заключению может быть предоставлена возможность освобождения через 15 лет.

### Кыргызстан
В Кыргызстане пожизненное заключение, введённое в УК в 1998 году, применимо за убийство с отягчающими обстоятельствами и терроризм, кроме того, пожизненное заключение может назначаться судом по совокупности преступлений, а также за военные преступления. К пожизненному заключению в Кыргызстане могут приговариваться как мужчины, так и женщины, достигшие 18-летнего возраста. Максимальный срок для несовершеннолетних в Кыргызстане — 15 лет лишения свободы.
Отбыв 30 лет в заключении (женщины — 20 лет), осуждённый может подать прошение о помиловании на имя президента. Правом помилования в стране обладает лишь президент. По данным на июнь 2016, в Кыргызстане пожизненное заключение отбывали 306 человек.

### Лаос
Пожизненное лишение свободы назначается как мера наказания за серьёзные преступления, при наличии специальных обстоятельств, препятствующих вынесению приговора в виде смертной казни.

### Латвия
Заключённый должен отбыть 25-летний срок до получения возможности освобождения. По данным на декабрь 2016 года, пожизненное заключение в Латвии отбывают 55 человек.

### Литва
Пожизненное лишение свободы в Литве длится до конца жизни осуждённого. Однако, в 2008 году были внесены поправки в уголовный кодекс, в результате чего осуждённые на пожизненное заключение получили право просить о помиловании после отбытия 25-летнего срока. Освобождения по возрасту и полу от пожизненного лишения свободы в уголовном кодексе не предусмотрено. По данным на май 2017 года, в стране отбывало пожизненное заключение 120 человек.

### Малайзия
В стране применяются 2 типа пожизненного лишения свободы — лишение свободы сроком на жизнь и лишение свободы сроком на биологическую жизнь. Первый тип означает лишение свободы сроком на 20 лет с сокращением одной трети срока за хорошее поведение. Второй тип означает лишение свободы до смерти заключённого. В отношении вины ребёнка в основном преступлении постановление в акте ребёнка 2001 позволяет ребёнку быть «заключённым по милости короля». Акт не содержит специальных указаний, на какой срок может быть заключён ребёнок. В июле 2007 Апелляционный суд постановил, что такое наказание неконституционно. Однако в октябре 2007 Федеральный суд отменил это решение апелляционного суда.

### Молдавия
Пожизненное заключение введено в УК Молдовы в 1995 году, после введения моратория на смертную казнь в стране. Пожизненное лишение свободы применяется в Молдавии за 17 категорий преступлений, в том числе убийство, педофилию и торговлю наркотиками в особо крупных размерах. К данному виду наказания приговариваются лишь лица мужского пола, достигшие к моменту совершения преступления 18 лет. Для несовершеннолетних максимальный срок лишения свободы составляет 12 лет
После отбытия 30 лет в заключении осуждённый имеет право подать прошение о досрочном освобождении на имя президента или в высшую судебную палату. По данным на конец 2016 года, в стране отбывали пожизненное заключение 118 человек. Все осуждённые к данному виду наказания содержатся в тюрьме № 17 города Резина.

### Нигерия
Пожизненное лишение свободы в Нигерии означает, что заключённый проведёт остаток своей жизни в тюрьме. Несовершеннолетние не могут быть лишены свободы пожизненно, однако, согласно нигерийскому законодательству, несовершеннолетний, достигший к моменту вынесения приговора совершеннолетия, может быть приговорён к пожизненному заключению.

### Нидерланды
С 1878, после отмены в стране смертной казни, пожизненное лишение свободы почти всегда означает, что заключённый будет отбывать свой срок в тюрьме до смерти. Нидерланды — одна из немногих стран в Европе, где рассмотрения вопроса об освобождении после определённого срока лишения свободы не происходит. Однако, если заключённый подаёт апелляцию об освобождении, она может быть принята королевским указом. Правда, апелляция об освобождении почти всегда отклоняется, с 1940 года были помилованы только 2 человека, причём оба они были неизлечимо больны. С 1945 по 2016 годы к пожизненному лишению свободы в Нидерландах был приговорён 41 преступник (включая военных преступников). Было объявлено, что в последние 10 лет рост числа осуждённых пожизненно утроился по сравнению с предыдущими десятилетиями. На конец 2016 года в Нидерландах отбывали пожизненное заключение 22 человека, что является минимумом среди всех стран, где применяется данный тип наказания. Максимальный срок заключения для лиц от 12 до 15 лет — 1 год лишения свободы, для лиц с 15 до 17 лет — 2 года лишения свободы

### Новая Зеландия
Пожизненное лишение свободы — лишение свободы на неопределённый срок — назначается буквально автоматически за убийство и государственную измену. Также это — максимальная мера наказания за непредумышленное убийство и за наркоторговлю класса А. В действительности для осуждённого маловероятно умереть от старости в тюрьме, большинство выходят на волю. Минимальный период до освобождения за убийство — 10 лет, хотя в случаях особого насилия период составляет 17 лет. Судья, выносящий приговор, может назначить более длительный минимальный срок до освобождения или назначить наказание без право на освобождение.
В Новой Зеландии также существует лишение свободы на неопределённый срок при превентивном аресте, который назначается для насильников-рецидивистов, кроме грабителей и убийц (также кроме лиц, совершивших непредумышленное убийство). В 2002 критерии были расширены для рецидивистов, преступления которых связаны с насилием несексуального характера. Превентивный арест предусматривает минимальный период без освобождения в 5 лет и судья, выносящий приговор, может его удлинить, если он считает, что история преступника к этому располагает. Освобождение по законам Новой Зеландии не происходит автоматически, и теоретически возможно, что приговорённый к пожизненному лишению свободы или к превентивному аресту останется в тюрьме до конца своей жизни, хотя это и происходит редко.

### Пакистан
С 2007 года осуждённый пожизненно в Пакистане может получить освобождение после отбытия 25-летнего срока лишения свободы. Кроме того, приговор может быть смягчён, если преступник выучивает наизусть минимум 3/4 аятов из Корана.

### Перу
Убийцы и террористы часто приговариваются к пожизненному лишению свободы.

### Польша
Пожизненное лишение свободы (Kara dożywotniego pozbawienia wolności) применяется в основном за особо тяжкие преступления, в числе которых убийство, причинение тяжких телесных повреждений со смертельным исходом, посягательство на конституционный строй, независимость и территориальную целостность страны, посягательство на жизнь президента страны, ведение агрессивной войны, геноцид, военные преступления (всего 9 категорий).
Наказание имеет неопределённую длительность. Заключённый, приговорённый к пожизненному лишению свободы, должен отбыть по крайней мере 25-летний срок лишения свободы, прежде чем будет рассматриваться возможность освобождения. Во время судебного процесса суд может установить более высокий минимальный срок, чем 25 лет — например 40 или 50 лет. Однако суд не может полностью лишить осужденного возможности освобождения, а также установить срок, который сделает освобождение невозможным.
Сейчас в польских тюрьмах пожизненное лишение свободы отбывают более 200 человек, все они осуждены за убийство. В 2006 было 204 человека, но их количество продолжает расти.
Для лиц моложе 18 лет пожизненное лишение свободы неприменимо. Максимальное наказание для юных преступников — 15-летний срок лишения свободы (до 2011 года — 25 лет).

### Россия
В России пожизненное лишение свободы де-факто означает лишение свободы до смерти осуждённого без возможности освобождения, так как по состоянию на 2024 год ещё никто из приговорённых к ПЛС не был освобождён в порядке УДО. Известны лишь несколько случаев освобождения таких осуждённых после пересмотра их дел и смягчения приговоров заменой на определённый срок.
Но де-юре лицо, отбывающее пожизненное лишение свободы, может быть при определённых условиях освобождено условно-досрочно, если судом будет признано, что оно не нуждается в дальнейшем отбывании этого наказания, не допускало злостных нарушений за последние 3 года, не совершило во время отбытия нового тяжкого или особо тяжкого преступления и фактически отбыло не менее 25 лет лишения свободы.
В России пожизненное лишение свободы устанавливается за совершение особо тяжких преступлений, посягающих на жизнь, а также за совершение особо тяжких преступлений против здоровья населения и общественной нравственности, общественной безопасности, половой неприкосновенности несовершеннолетних, не достигших 14-летнего возраста. Кроме того, смертная казнь может быть заменена пожизненным лишением свободы в порядке помилования.
Пожизненное лишение свободы не может быть назначено женщинам, а также лицам, совершившим преступления в возрасте до 18 лет, и мужчинам, достигшим к моменту вынесения судом приговора 65-летнего возраста (ч. 2 ст. 57 УК РФ). Законодательством устанавливаются и другие случаи, когда применение данного вида наказания невозможно. Максимальный срок наказания для женщин и мужчин старше 65 лет — 20 лет по одному преступлению, 25 лет по их совокупности и 30 лет по совокупности приговоров (в особых случаях — по совокупности преступлений 30 лет и 35 лет по совокупности приговоров), для несовершеннолетних — 10 лет лишения свободы.
На 1 ноября 2022 г. в учреждениях уголовно-исполнительной системы содержалось 1942 осуждённых к пожизненному лишению свободы. Сюда включены осуждённые к смертной казни, которым это наказание в порядке помилования или из-за моратория на неё было заменено пожизненным лишением свободы.

### Румыния
Пожизненное лишение свободы теоретически означает лишение свободы до смерти осуждённого. После 20 лет лишения свободы возможно освобождение. Кроме того, пожизненное заключение не применяется к лицам, не достигшим 18 лет и достигшим ко дню вынесения приговора 60 лет. Максимальная мера наказания для несовершеннолетних — 20 лет лишения свободы. Для пенсионеров — 25 лет лишения свободы.

### Словакия
Осуждённый на пожизненный срок может получить условно-досрочное освобождение по отбытии 25 лет в колонии. Заключенные отбывают наказание в двух тюрьмах: Илава и Леопольдов.

### Словения
В 2008 был принят новый уголовный кодекс, предусматривающий применение пожизненного лишения свободы за серьёзные преступления, такие, как геноцид или этнические чистки. До этого 30-летнее лишение свободы считалось максимальной мерой наказания. Осуждённый к пожизненному заключению может получить условно-досрочное освобождение после 25 лет пребывания в колонии.

### США
Первые пожизненные приговоры стали выноситься в США в условиях гуманизации уголовного права с середины 1860-х годов. В зависимости от юрисдикции, а также от приговора суда при пожизненном лишении свободы может существовать или отсутствовать возможность освобождения. При этом минимальный срок лишения свободы до первого слушания об освобождении составляет от 15 (Нью-Мексико) до 35 лет (Техас). Кроме того, преступнику может назначаться и несколько пожизненных заключений сразу за каждое из преступлений. Поскольку в уголовном праве США отсутствует практика «поглощения меньшего преступления большим», то и сумма лет, которые осуждённый должен будет провести за решёткой, как правило, суммируется.
По этой причине в уголовном законодательстве США существует мера наказания, известная как «фактический пожизненный срок» (англ. virtual life sentence). Согласно данной мере наказания, любое лишение свободы осуждённого на срок более 50 лет относится к «фактическому пожизненному сроку». Данная мера наказания также может быть как с правом на досрочное освобождение, так и без него.
Пожизненное лишение свободы может применяться и для лиц моложе 18 лет, если суд решит осудить несовершеннолетнего «как взрослого». Может быть осуществлено помилование решением президента или губернатора, в зависимости от юрисдикции. Пожизненное заключение применимо и к мужчинам, и к женщинам.
Соединённые Штаты — мировой лидер по количеству осуждённых пожизненно. По данным на май 2017 года, там отбывают наказание 161 957 преступников, осуждённых к пожизненному заключению. Из них 45 300 не имеют права на досрочное освобождение и фактически будут находиться в тюрьме до своей смерти. 2589 из общего числа приговорены к пожизненному заключению, будучи несовершеннолетними или за преступления, совершённые до своего 18-летия. Кроме того 44 311 человек отбывают «фактический пожизненный срок».

### Таджикистан
В Таджикистане пожизненное заключение введено в УК страны в 2004 году, после отмены смертной казни. Применяется оно лишь по 4 статьям уголовного кодекса: умышленное убийство с отягчающими обстоятельствами, терроризм, государственная измена, торговля наркотиками в особо крупных размерах. Освобождение для лиц, приговорённых к данному виду наказания, не предусмотрено; теоретически возможно лишь президентское помилование. Пожизненное заключение применимо и к несовершеннолетним. По данным на июль 2017 года, в стране пожизненное заключение отбывали 80 человек.

### Тайвань
Освобождение возможно после 25 лет лишения свободы.

### Туркменистан
Мера пресечения может применяться лишь к осуждённым за убийство, терроризм или государственную измену. В уголовном кодексе Туркменистана для осуждённых на пожизненное лишение свободы освобождения не предусмотрено. Единственный возможный способ освобождения — это получение помилования от президента страны, однако этого ещё никогда не происходило. К несовершеннолетним так же применима эта мера наказания. Все осуждённые к пожизненному заключению содержатся в специальной тюрьме Овадан-Депе.

### Турция
При пожизненном лишении свободы обычно существует возможность освобождения, хотя его время зависит от приговора и от тяжести преступления. Обычный срок лишения свободы до первого слушания об освобождении составляет 15 лет.
Однако существует «строгое пожизненное лишение свободы», предусматривающееся за преступления, преследующиеся антитеррористическими законами. Такая мера наказания по существу равносильна пожизненному лишению свободы без освобождения. Заключённые отбывают срок лишения свободы до своей смерти. Пожизненное заключение применяется в основном как альтернатива смертной казни после её отмены в 2002 году.
Заключённые пожизненно в тюрьме освобождаются по «жизненной лицензии», если совет по освобождению дозволяет их выход на волю. Заключённый должен убедить совет по освобождению, что он полностью раскаялся, понимая тяжесть своего преступления, и не несёт в будущем угрозы для общества. В течение последующей жизни бывший заключённый может снова отправиться в тюрьму за нарушение условий освобождения.

### Узбекистан
Заключённый может получить освобождение после отбытия 25-летнего срока. Максимальный срок для женщин и мужчин старше 60 лет — 30 лет лишения свободы. Максимальный срок для несовершеннолетних — 10 лет лишения свободы.

### Украина
На Украине пожизненное лишение свободы (Довічне позбавлення волі) назначается как мужчинам, так и женщинам. Оно не назначается лицам, на момент преступления не достигшим 18 лет (максимальный срок лишения свободы для юных преступников — 15 лет), лицам в возрасте старше 65 лет на момент вынесения приговора, а также женщинам, на момент совершения преступления или вынесения приговора находившимся в состоянии беременности.
Закон предусматривает определённые условия, при которых лицо, осужденное к пожизненному лишению свободы, может быть освобождено.
Такое лицо может быть помиловано Президентом. После отбытия 15 лет заключения осуждённый может подать ходатайство о его помиловании Президентом Украины. В случае удовлетворения ходатайства Президент Украины издает указ, согласно которому заменяет осужденному дальнейшее отбывание наказания в виде пожизненного лишения свободы лишением свободы сроком не менее 25 лет. До 2022 года это было единственной возможностью освобождения для приговоренных к пожизненному лишению свободы.
В 2019 году Европейский суд по правам человека признал наказание в «виде пожизненного лишения свободы, которое невозможно сократить» нарушением прав человека, отметив, что «президентские полномочия по совершению помилования являются современным эквивалентом королевской прерогативы помилования», и государство должно обеспечить возможность пересмотра наказания в виде пожизненного лишения свободы при наличии определённых законом оснований. Во исполнение этого решения были внесены изменения.
После отбытия осужденным не менее 15 лет пожизненное лишение свободы может быть заменено лишением свободы сроком от пятнадцати до двадцати лет (по процедуре замены наказания более мягким). Администрация исправительной колонии представляет в суд заключение о степени исправления осужденного, а сам осуждённый — «индивидуальный план исправления и ресоциализации». В дальнейшем лицо на общих основаниях может быть условно-досрочно освобождено после отбытия трех четвертей нового срока лишения свободы, при этом оно подает в суд отчет о выполнении индивидуального плана исправления и ресоциализации.
По состоянию на 1 января 2023 года на Украине отбывает наказание в виде пожизненного лишения свободы 1578 человек.

### Филиппины
Осуждённый к пожизненному заключению на Филиппинах может просить об освобождении не ранее, чем через 30 лет заключения (в особых случаях — 40 лет).

### Финляндия
Исторически, президент республики — единственный человек, наделённый властью давать помилование для осуждённых на пожизненный срок. Начиная с 1 октября 2006 этой властью обладает также апелляционный суд Хельсинки (Helsingin hovioikeus), которой он эффективно пользуется. Освобождение заключённого пожизненно возможно после 12 лет отбывания наказания. Если в нём отказывается, то новое слушание об освобождении планируется через 2 года. Если оно разрешается, то происходит освобождение под надзор. Полное освобождение происходит через 3 года, если отсутствуют нарушения. Если осуждённый был моложе 21 года на момент совершения преступления, первое слушание по делу о досрочном освобождении проходит спустя 10 лет отбывания наказания. Преступник, которому на момент совершения преступления не было 18 лет, не может быть приговорён к пожизненному лишению свободы. Максимальный срок наказания для подростков — 15 лет, освобождение возможно после 7 лет и 6 месяцев лишения свободы. Подростки никогда не могут быть осуждены как взрослые.

### Франция
Пожизненное лишение свободы как мера наказания может быть назначено за убийство при отягчающих обстоятельствах, государственную измену, терроризм, наркоторговлю и за другие серьёзные преступления, приводящие к смерти или включающие пытки.
В среднем за год к пожизненному лишению свободы приговариваются 25 подсудимых (при количестве убийств по стране от 500 до 1000 за год) и в среднем эту меру наказания отбывают 550 человек.
Заключённые пожизненно могут быть освобождены после 18 лет лишения свободы. Для рецидивистов срок составляет 22 года. С 1994 суд может установить для детоубийц (если убийству ребёнка сопутствуют пытки или изнасилование) срок в 30 лет или постановить, что подсудимый не может быть освобождён.
Возможно сокращение этого срока за весомые доводы о социальной адаптации осуждённого до 20 лет, если срок составляет 30 лет. Для осуждённого, в отношении которого было вынесено решение, что он не может быть освобождён, сокращённый срок может составить свыше 30 лет.
Возможно досрочное освобождение ввиду серьёзных проблем со здоровьем.
Лица моложе 16 лет не могут быть приговорены к пожизненному лишению свободы, но для лиц в возрасте от 16 до 18 такая мера может быть вынесена по специальному решению.

### Чехия
Пожизненное лишение свободы в Чехии применяется к лицам старше 18 лет. Преступник может подать прошение о помиловании после 20 лет заключения, (рецидивисты — после 30 лет). Правом помилования обладает лишь президент Чехии. В случае отказа преступник может подавать повторные прошения каждые 5 лет неограниченное число раз. В случае удовлетворения прошения преступник будет находиться под особым надзором полиции ещё не менее 10 лет.
Максимальный срок заключения для несовершеннолетних — 10 лет. Малолетние никогда не могут быть осуждены как взрослые. Максимальный срок заключения для женщин составляет 30 лет лишения свободы.

### Швейцария
Пожизненное лишение свободы — самое строгое наказание в швейцарском кодексе наказаний. Оно может назначаться за некоторые виды предумышленных преступлений: убийство, геноцид, захват заложников, участие в войне против Швейцарии на стороне иностранных держав. По военному кодексу наказаний пожизненное лишение свободы может также назначаться за неподчинение приказу, трусость в бою, мятеж, измену и шпионаж. Приговорённые к пожизненному лишению свободы должны провести в тюрьме до возможности освобождения не менее 15 лет (в особых случаях — 10 лет).
В дополнение к любому наказанию заключённые также могут быть приговорены к дополнительному оставлению под стражей, если они совершили или пытались совершить предумышленное преступление, направленное против жизни или благополучия людей (убийство, изнасилование или поджог), которое наказывается лишением свободы на срок в 5 лет или более. Оставление под стражей имеет неопределённый срок, необходимость его продления проверяется ежегодно авторитетной комиссией. Максимальный срок для лиц моложе 18 лет — 4 года лишения свободы.
В связи с серией убийств, совершённых рецидивистами в 1980-х и 1990-х гг., Гражданский комитет собрал 194 390 подписей за предложение внести исправление в конституционный мандат, предполагая ввести для насильников и убийц, рассматриваемых как неисправимых, лишение свободы сроком на всю жизнь. Эта мера была поддержана 56 % голосов во время народного голосования 8 февраля 2004 года, хотя она и была поддержана только одной правой Швейцарской народной партией. Мера была безуспешно оспорена другими главными политическими партиями, правительством и учёными, взывающими к тому, что пожизненное лишение свободы сроком на всю жизнь попирает Европейскую Конвенцию по правам человека. Изменение законодательства вступило в законную силу 1 августа 2008 года.

### Швеция
Пожизненное лишение свободы имеет неопределённую длительность. Шведские законы устанавливают десятилетний срок тюремного заключения как самое строгое наказание. Таким образом, пожизненное лишение свободы на деле никогда не может длиться менее десяти лет. Осуждённый может получить помилование от правительства, на деле с годами шансы заключённого на его получение увеличиваются в соответствии со шведскими правилами об освобождении. Помилование также может быть даровано по гуманитарным основаниям. Ежегодное число дарованных помилований с момента принятия закона в 1991 — обычно не больше одного или двух. До 1991 г. несколько заключённых отбыли срок больший, чем 15 лет, но с этого времени срок лишения свободы увеличился, и в 2007 г. обычный срок пребывания в тюрьме составил, по меньшей мере, 20-22 года. Преступники моложе 21 года к моменту совершения преступления не могут быть приговорены к пожизненному лишению свободы.
Увеличивающаяся критика со стороны тюремных администраций, заключённых и жертв преступлений привели к пересмотру практики применения наказаний, и в 2006 г. был принят новый закон, дающий заключённому право обращаться в Законный суд г. Эребру (Örebro) для установления пределов времени лишения свободы. Заключённый должен отбыть как минимум 10 лет в тюрьме до возможности применения нового закона. Максимальный срок лишения свободы по шведским законам устанавливается не менее, чем в 18 лет (10 лет плюс 4 года, если был рецидив преступлений, плюс 4 года, если есть другие сопутствующие тяжёлые преступления). При определении срока суд может принять во внимание поведение заключённого в тюрьме, общественную безопасность и возможность реабилитации. Однако, некоторые заключённые никогда не смогут выйти на свободу, так как они считаются слишком опасными. Тем, кому установлен срок лишения свободы по новому закону, придётся провести в местах лишения свободы от 25 до 32 лет.
В 2008 в шведских тюрьмах было 170 человек (включая женщин), отбывавших пожизненное лишение свободы. Все они были осуждены за убийство или за сговор об убийстве группой лиц. Верховный суд Швеции в 2007 отверг срок в 10 лет как меру наказания для виновных в убийстве группой лиц. В 2008 шведский парламент пересмотрел это решение и постановил принять меру наказания в 16-20 лет за убийство, хотя такое преступление может наказываться и пожизненным лишением свободы.

### Эстония
Пожизненное лишение свободы означает лишение свободы до смерти заключённого. Теоретически возможно президентское помилование, предоставляющее возможность освобождения, о котором заключённый может просить после отбытия 20-, в особых случаях — 30-летнего срока. В 2018 году президент Эстонии Керсти Кальюлайд помиловала Анатолия Николаева, пожизненно осуждённого в 1998 году. Лица в возрасте до 18 лет, осуждённые за преступления, не могут быть приговорены к лишению свободы без освобождения. Максимальное наказание для подростков — 10 лет лишения свободы. По данным на август 2015 года, в Эстонии отбывает пожизненное заключение 41 человек.

### ЮАР
К пожизненному заключению приговариваются за предумышленное убийство, групповое или неоднократное изнасилование или в случае, если насильнику было заведомо известно о том, что сам он ВИЧ-инфицирован. Данная мера наказания назначается также, если жертва была моложе 18 лет или жертва была умственно неполноценна. В некоторых случаях к пожизненному лишению свободы приговаривают за грабежи и угоны самолётов.
Секция 51 уголовно-процессуального акта регулирует срок минимального лишения свободы за «другие» типы убийств, изнасилований и грабежей. Он составляет, соответственно, 25, 15 и 10 лет. Таким образом, освобождение возможно только после отбытия минимального срока, назначенного за соответствующее преступление.

### Япония
Пожизненное лишение свободы (яп. 無期懲役, муки тё: эки) — второе по строгости наказание после смертной казни. Японские карательные законы не позволяют применять пожизненное лишение свободы так же, как в других развитых странах. Заключённый должен провести в тюрьме по крайней мере 10 лет, прежде чем он получит шанс на освобождение. Но с годами данный срок удлинялся, и в 2011 году он составил 35 лет. В настоящее время срок составляет 20 лет. Согласно обзору Центра прав заключённых Японии, в 2010 году в стране было 2 заключённых, отбывших свыше 60 лет без освобождения.
Несмотря на то, что в Японии есть и смертная казнь, лишение свободы обычно кратковременно. Даже в случаях серьёзного оскорбления и угрозы физическим насилием осуждённым за изнасилование может быть позволена отсрочка наказания, если это — первое преступление. Также убийство второй степени (со смягчающими обстоятельствами) карается 5-7-летним сроком лишения свободы. Освобождение обычно происходит через 3-5 лет, если не было предыдущих судимостей. Норма для рецидивистов — ниже. Популярность смертной казни обычно приписывается возмездию. Противники смертной казни выступают за альтернативные длительные сроки лишения свободы, с более, чем 10-летним сроком лишения свободы перед годностью для освобождения или за действительное пожизненное лишение свободы (яп. 重無期刑, дзю: муки кэй), при котором не существует возможности освобождения.
В исключительных случаях, например, после смерти императора, срок пожизненного лишения свободы часто сокращается. Также пожизненное заключение не может быть назначено лицам до 18 лет и лицам, достигшим 65 лет. Максимальный срок для несовершеннолетних — от 15 до 20 (в особых случаях) лет лишения свободы, для лиц старше 65 лет — 10 лет лишения свободы.

## Страны, не применяющие пожизненного лишения свободы

### Андорра
Максимальная мера наказания — лишение свободы на 25 лет.

### Боливия
Максимально допустимая мера наказания — лишение свободы сроком в 30 лет.

### Босния и Герцеговина
До обретения республикой независимости максимальный срок лишения свободы составлял 20 лет. После получения страной независимости в 1992 «пожизненный срок» был увеличен до 45 лет, однако, заключённые не отбывают срока большего, чем 10—20 лет, большинство освобождается за хорошее поведение. Для преступников моложе 18 лет предусматриваются более лёгкие наказания.

### Бразилия
Статья № 5 конституции Бразилии запрещает смертную казнь (дозволяемую только в военное время) или пожизненное лишение свободы. Бразильский кодекс наказаний устанавливает 30 лет как максимальный срок лишения свободы. Все осуждённые используют постановление о возможности освобождения после отбытия 1/3 срока лишения свободы. Известен только один случай применения полного тридцатилетнего срока лишения свободы — его с 1967 по 1997 год отбыл Жуан Акасио Перейра да Коста (убитый через 4 месяца после освобождения).

### Ватикан
Максимально допустимая мера наказания — лишение свободы сроком в 35 лет.

### Венесуэла
Максимально допустимая мера наказания — срок лишения свободы в 30 лет. Один из заключённых, отбывавших подобный срок, — «монстр Мамеры» («El Monstruo de Mamera»), — Архенис Рафаэль Ледесма (Argenis Rafael Ledezma), осуждённый в 1980.

### Гватемала
Максимально допустимая мера наказания — лишение свободы сроком на 50 лет.

### Гондурас
Максимальное наказание, которое может назначить суд — 40 лет лишения свободы.

### Доминиканская республика
Максимально допустимая мера наказания — лишение свободы сроком в 30 лет.

### Исландия
Максимальное наказание, которое может назначить суд, — 20 лет лишения свободы.

### Колумбия
Пожизненное лишение свободы в явном виде запрещено статьёй № 34 Конституции Колумбии в 1991 году. Максимальное наказание — лишение свободы сроком в 60 лет.

### Республика Конго
Максимальное наказание — лишение свободы сроком в 30 лет.

### Макао
Уголовный закон в данном районе запрещает пожизненное лишение свободы. Максимальное наказание в Макао — 30-летнее лишение свободы.

### Мексика
Максимальное лишение свободы установлено в пределах от 20 до 60 лет (в особых случаях, таких как убийство ребёнка или похищение, сопряжённое с последующим убийством, — 70 лет). В 2001 году Верховный суд Мексики постановил, что пожизненное лишение свободы без возможности освобождения противоречит 18-й статье конституции республики как жестокое и чрезмерное наказание. На территории Мексики пожизненное заключение применяется лишь правительством штата Чиуауа.

### Мозамбик
Максимальное наказание — лишение свободы сроком в 30 лет.

### Никарагуа
Максимально допустимая мера наказания — лишение свободы сроком в 30 лет.

### Норвегия
Максимальное наказание — срок лишения свободы длительностью в 21 год. Обычно заключённые отбывают две трети срока, и только небольшой процент от их числа отбывает срок больший, чем 14 лет. Как правило, заключённый может получить освобождение без надзора на выходные в конце недели после отбытия одной трети или 7 лет от срока наказания.
В чрезвычайных случаях может выноситься приговор о лишении свободы, называемом «сдерживание» (forvaring). В таком случае заключённый не может быть освобождён, если он будет считаться угрозой для общества. Однако, этот приговор не рассматривается как наказание, а только — как форма защиты общества. Заключённый обладает привилегиями, далеко выходящими за рамки дозволенного для осуждённых, отбывающих обычное лишение свободы. Единственным примером заключённого, приговорённого к данному виду наказания, стал массовый убийца Андерс Брейвик, совершивший взрыв в центре Осло и расстрелявший людей в молодёжном лагере. Он был приговорён к тюремному заключению сроком в 21 год с возможностью продления наказания на пять лет неограниченное число раз.

### Панама
Максимальное наказание, предусмотренное уголовным законодательством страны — 50 лет лишения свободы.

### Португалия
Лишение свободы ограничено максимумом в 25 лет. Португалия стала первой страной, отменившей (1884 год) пожизненное заключение.

### Сальвадор
В явном виде не применяется. Максимальный срок лишения свободы, предусмотренный уголовным кодексом страны — 75 лет.

### Сербия
Максимальное наказание — тюремное лишение свободы сроком в 40 лет.

### Уругвай
В республике нет смертной казни и пожизненного лишения свободы. Максимально допустимая мера наказания — срок лишения свободы в 30 лет.

### Хорватия
Максимальное наказание в республике — лишение свободы на 40 лет.

### Черногория
Максимально допустимая мера наказания, предусмотренная уголовным законодательством страны, — 40 лет лишения свободы.

### Эквадор
В явном виде не применяется. Максимальное наказание — лишение свободы на 95 лет, в особых случаях — 110 лет.